# Sugarcane : Les Ombres d'un pensionnat
Pour plus de détails, voir Fiche technique et Distribution.
Sugarcane : Les Ombres d'un pensionnat (Sugarcane) est un film canadien réalisé par Emily Kassie et Julian Brave NoiseCat, sorti en 2024.

## Synopsis
Le film est une enquête sur les abus et les disparitions d'enfants dans le pensionnat Saint Joseph (en) de Williams Lake en Colombie-Britannique.

## Fiche technique
- Titre : Sugarcane : Les Ombres d'un pensionnat
- Titre original : Sugarcane
- Réalisation : Emily Kassie, Julian Brave NoiseCat
- Musique : Mali Obomsawin
- Photographie : Emily Kassie et Christopher LaMarca
- Montage : Maya Daisy Hawke et Nathan Punwar
- Production : Emily Kassie et Kellen Quinn
- Société de production : Fit Via Vi Film Productions, Hedgehog Films, Impact Partners et Kassie Films
- Pays :  Canada et  États-Unis
- Genre : Documentaire
- Durée : 107 minutes
- Dates de sortie : 
  -  États-Unis : 9 août 2024
  -  France : 10 février 2025 (Disney+)

## Distinctions
Le film a été nommé à l'Oscar du meilleur film documentaire.